# St. Urban (Karyntia)
St. Urban, Sankt Urban – gmina w Austrii, w kraju związkowym Karyntia. w powiecie Feldkirchen. Według Austriackiego Urzędu Statystycznego liczyła 1531 mieszkańców (1 stycznia 2015).